# Macrobrachium tuxlaense
Macrobrachium tuxlaense är en kräftdjursart som beskrevs av Villalobos och Alvarez 1999. Macrobrachium tuxlaense ingår i släktet Macrobrachium och familjen Palaemonidae. Inga underarter finns listade i Catalogue of Life.